# Rynkowo (przystanek kolejowy)
Rynkowo – dawny przystanek kolejowy położony w granicach miasta Bydgoszcz, około 5,5 km na północ od jego centrum. Przestał istnieć pod koniec 2015 roku (rozebrano perony oraz budynek nastawni, pełniącej funkcję posterunku odstępowego). Latem 2016 przeprowadzono z kolei remont kładki dla pieszych, znajdującej się nad torami zlikwidowanego przystanku.